# Râul Ilidia
Râul Ilidia (Vicinic) (în limba sârbă Ilidija) este un curs de apă, afluent al râului Caraș. Pe cursul inferior traversează frontiera cu Serbia înainte de se vărsa în râul Caraș.

## Hărți
- Harta județului Caraș-Severin